# Ibros
Ibros ist ein südspanischer Ort und eine Gemeinde (municipio) mit insgesamt 2.764 Einwohnern (Stand: 2024) im Zentrum der Provinz Jaén in der autonomen Region Andalusien. 

## Lage
Ibros liegt knapp 40 km (Fahrtstrecke) nordöstlich der Provinzhauptstadt Jaén in einer Höhe von ca. 595 m. 
Durch die Gemeinde führt die Autovía A-32.
Das Klima im Winter ist gemäßigt, im Sommer dagegen warm bis heiß; die geringen Niederschlagsmengen (ca. 465 mm/Jahr) fallen – mit Ausnahme der nahezu regenlosen Sommermonate – verteilt übers ganze Jahr.

## Bevölkerungsentwicklung
| Jahr      | 1970  | 1980  | 1990  | 2000  | 2010  | 2020  |
| Einwohner | 3.914 | 3.163 | 3.121 | 3.115 | 3.050 | 2.817 |

Die deutliche Bevölkerungsrückgang in der zweiten Hälfte des 20. Jahrhunderts ist im Wesentlichen auf die nahezu ausschließliche Anpflanzung von Olivenbäumen, die damit einhergehende Mechanisierung und den daraus resultierenden Verlust von Arbeitsplätzen zurückzuführen.

## Sehenswürdigkeiten
- Peter-und-Paul-Kirche (Iglesia de San Pedro y San Pablo)
- Herrenhaus der Familie Benavides (Palacio de los Benavides)

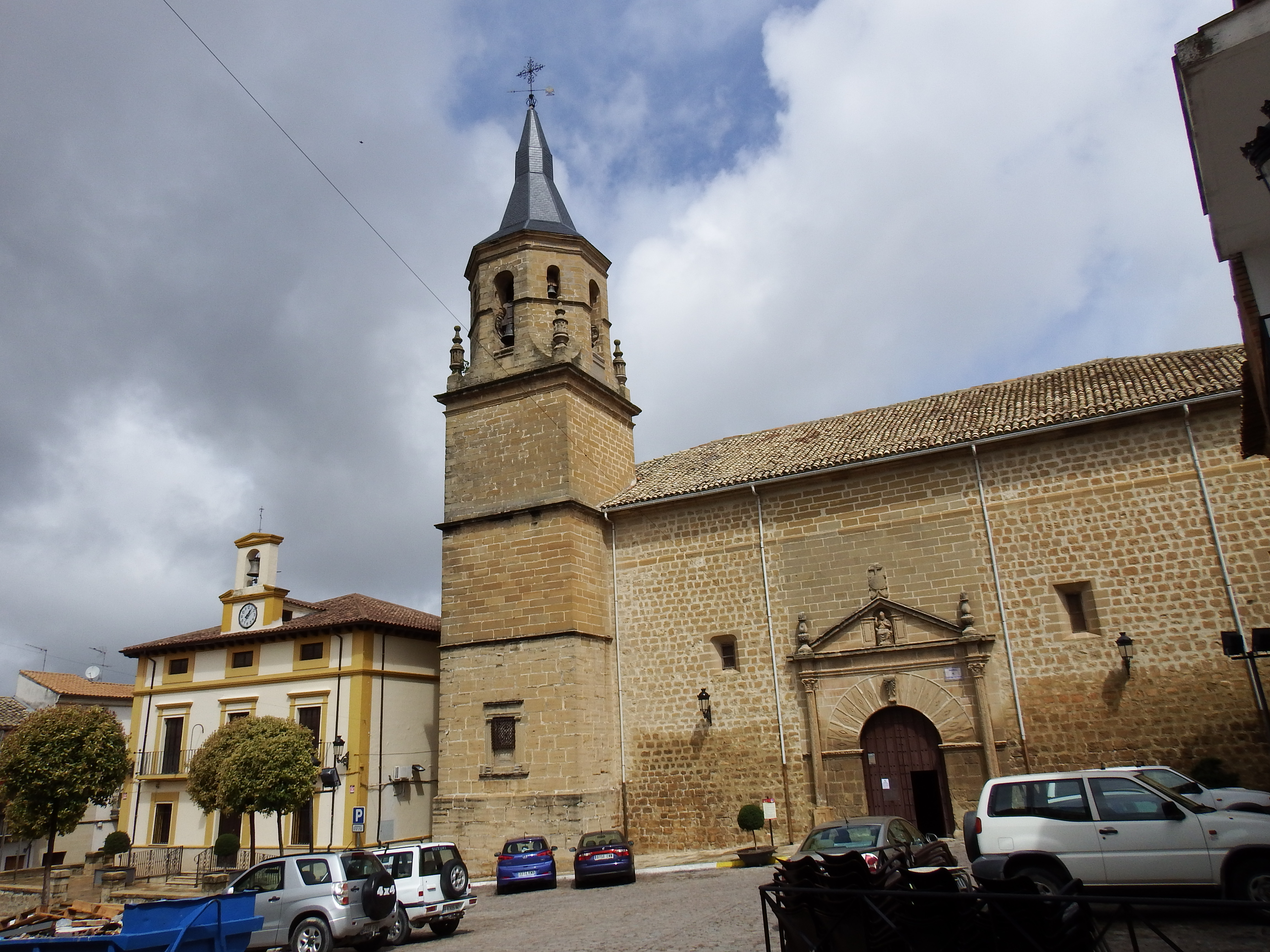
Peter-und-Paul-Kirche
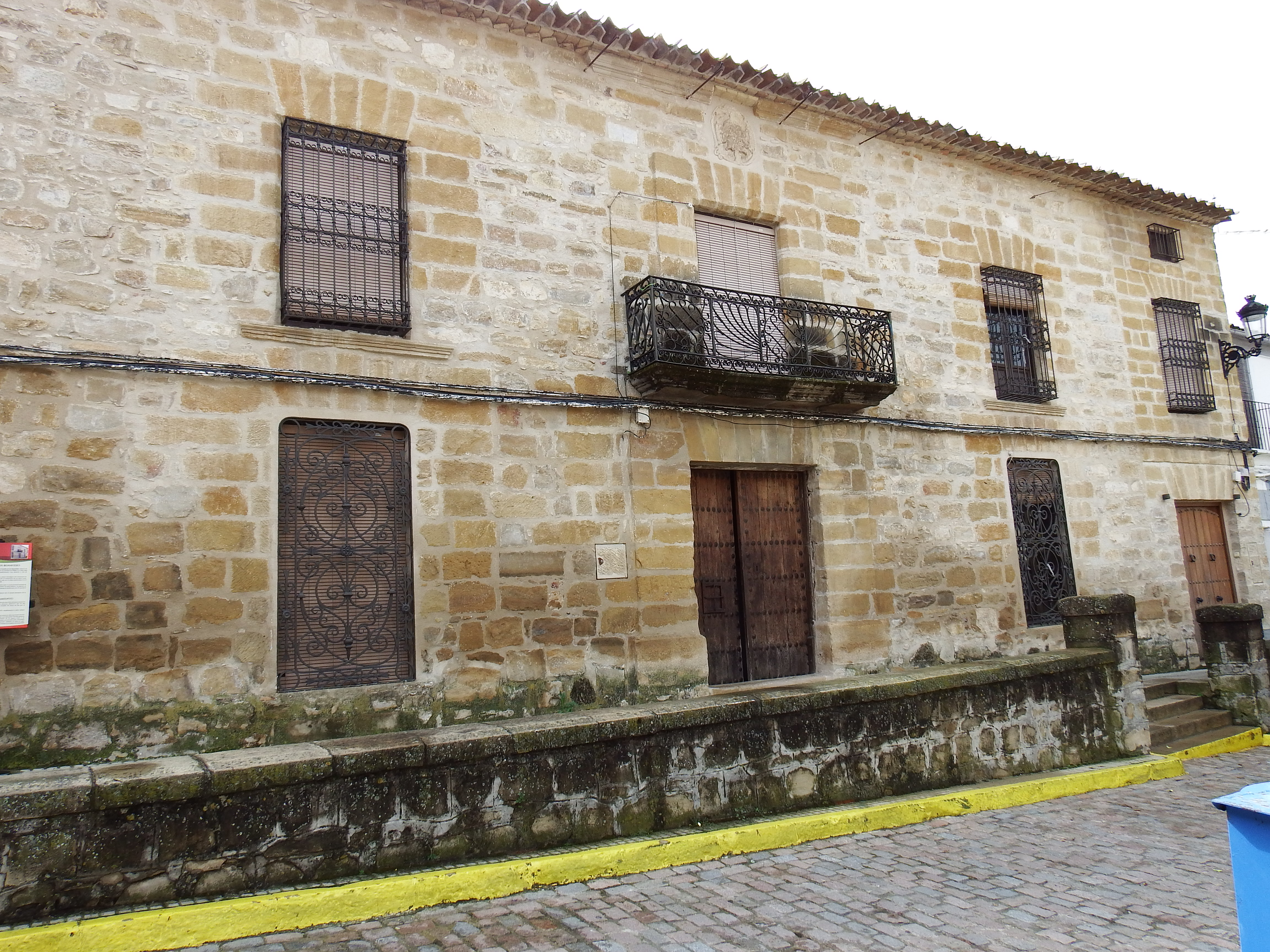
Herrenhaus der Familie Benavides
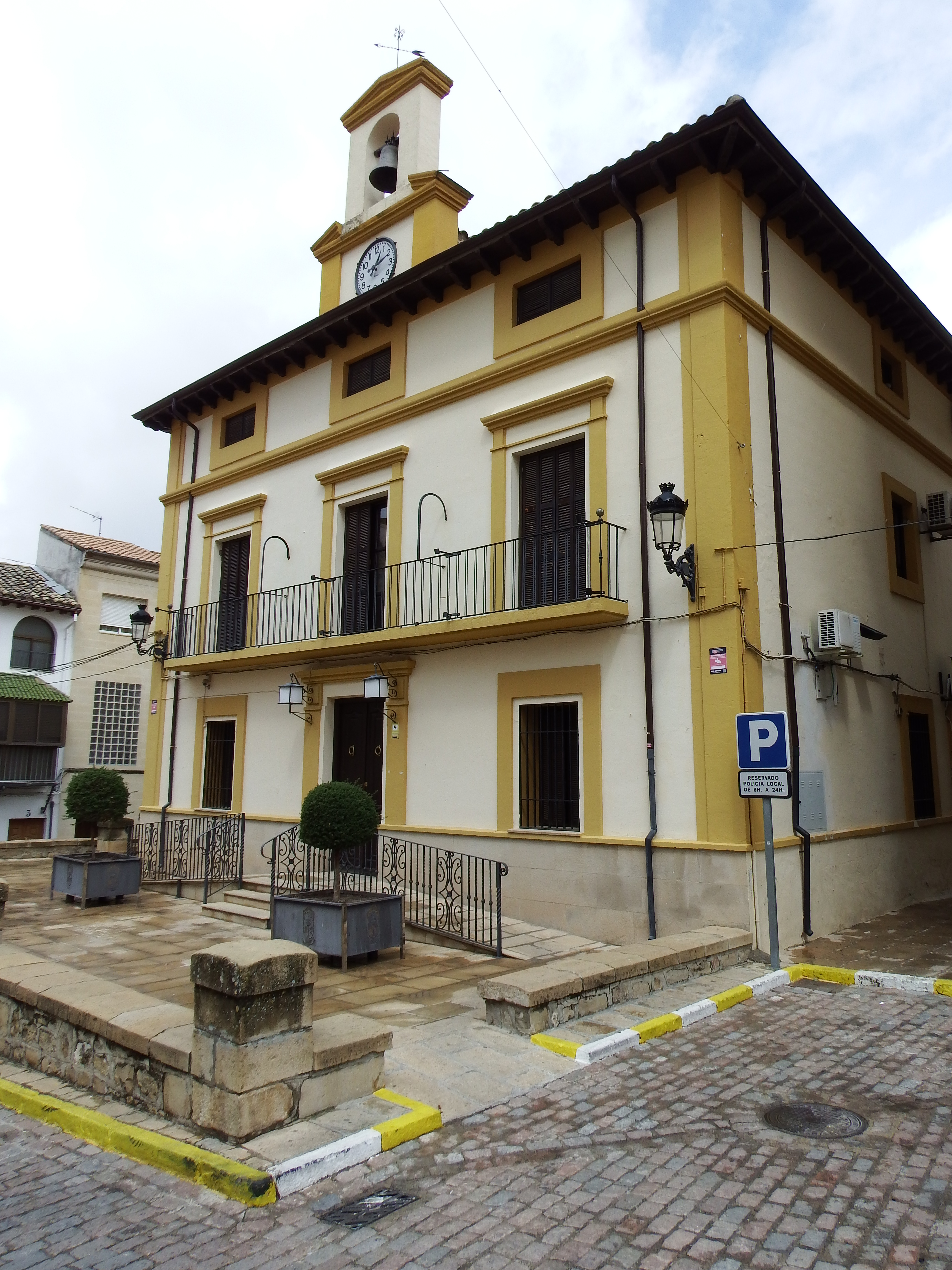
Rathaus
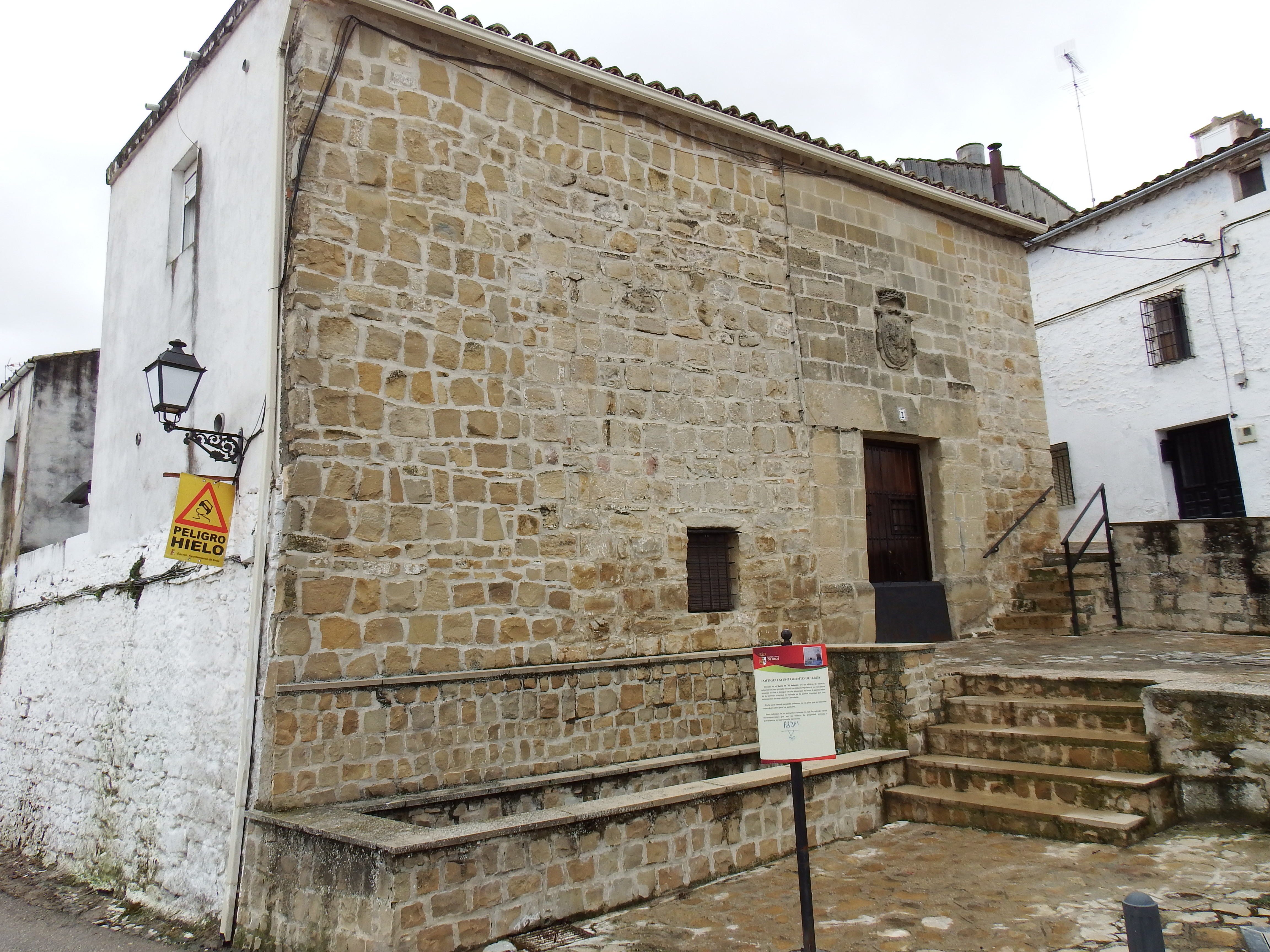
Altes Rathaus